# Raúl Hernández Novás
Raúl Hernández Novás (La Habana, Cuba, 1948 - 1993) fue un poeta y ensayista cubano, considerado un referente en el ámbito literario cubano de los años posteriores a la Revolución. En opinión de algunos críticos, en un cultor del "barroco contemporáneo"  Licenciado en Lengua y Literatura Hispánicas, escribió varios libros de poesía y de algunos ensayos, en especial una edición anotada sobre la obra del peruano César Vallejo. Se suicidó en su ciudad natal, empleando para ello una antigua pistola de avantcarga, heredada de uno de sus bisabuelos. Lo sobrevive su hermana.
Además, en vida obtuvo los siguientes premios:
1978: Primera mención de poesía en el concurso UNEAC (Unión de Escritores y Artistas de Cuba) por "Da Capo".
1981: Primera mención de poesía en el concurso UNEAC por "Al más cercano amigo".
1982: Premio de Poesía 13 de marzo, convocado por la Universidad de La Habana, por "Enigma de las aguas".
1982: Premio de poesía convocado por el diario Juventud Rebelde por "Los ríos de la mañana".
1985: Premio UNEAC de Poesía por "Animal Civil".
Con carácter póstumo, en el año 2000 le fue concedido el Premio de Poesía José Lezama Lima de carácter honorífico, del Concurso Casa de las Américas, por su obra "Amnios".

## Historia
Graduado en Lengua y Literaturas Hispánicas por la Universidad de La Habana, comenzó a trabajar como investigador en el Centro de Investigaciones Literarias (CIL) de la Casa de las Américas, donde desempeñó su actividad académica hasta su fallecimiento.